# Jouko Norén
Jouko Norén   (Urjala, 14 de desembre de 1914 - 7 de juliol de 1944) va ser un atleta finlandès, especialista en el triple salt, que va competir durant les dècades de 1930 i 1940.
En el seu palmarès destaca una medalla de plata en la prova del triple salt al Campionat d'Europa d'atletisme de 1938, rere Onni Rajasaari, una d'or als World Student Games (1939) i dos campionats nacionals de triple salt (1940 i 1942).
Compromès amb l'exèrcit finlandès durant la guerra d'hivern, va resultar ferit a la cuixa durant els combats. Va ser promogut a capità durant la guerra de continuació i va resultar greument ferit el 6 de juliol de 1944. L'endemà va morir.

## Millors marques
- Triple salt. 15,02 metres (1938)[5]